# Ярославская икона Божией Матери
Не путать с одноимённым образом XIX века
Ярославская икона Божией Матери — почитаемая в Русской православной церкви икона Богородицы. Празднование иконе совершается 8 (21) июня.

## История
Сведения о происхождении иконы крайне скудны. Предание связывает её со святыми князьями Василием и Константином, которые в XIII веке принесли её в Ярославль. Мощи братьев были обретены в 1501 году и помещены между столбов нового каменного Успенского собора под родовыми иконами, среди которых была и Ярославская. Позднее в честь иконы был освящён нижний храм церкви Ильи Пророка.
Оригинал иконы утрачен.

## Иконография
Ярославская икона относится к поясному типу Умиления, сложившемуся в XIII веке. Богомладенец изображён с правой стороны Богородицы, которая наклонила к нему свою голову так, что их лики соприкасаются. Ступни ножек Иисуса сдвинуты. 
Академик Виктор Лазарев так описывал икону: «Традиционный тип Умиления обогащён прелестным мотивом: правой рукой Христос прикасается к подбородку Марии, левой — к борту её плаща. Тем самым ещё сильнее подчёркивается сердечность во взаимоотношениях матери и сына».
Икона известна по многочисленным спискам. Самим ранним является список первой половины XV века из собрания Третьяковской галереи. Выдающимися художественными достоинствами отличается список второй половины XV века, также из собрания Третьяковской галереи. 
Точный список с чудотворного образа, выполненный в 1500 году, был вложен вдовой последнего ярославского князя в Троице-Сергиеву лавру.
Также списки иконы находятся в Государственном Русском музее (XV век), Ярославском художественном музее (XVI век), Архангельском музее изобразительных искусств (XVI век), Государственном музее Новодевичьего монастыря (1564 год).